# Goeroe (wijze)
Een goeroe is een spirituele leraar of gids. De term wordt daarnaast in een aantal vakgebieden, zoals ICT en management, ook gebruikt voor bekende personen wier meningen een hoog aanzien genieten.
In sommige Oosterse talen, onder andere Maleis, is goeroe (guru) het gewone woord voor een onderwijzer.
Etymologisch komt 'goeroe' uit het Sanskriet. Het betekent "zwaar" en illustreert hoe de positie van een leraar in de conservatieve brahmaanse traditie wordt opgevat. Een successie van goeroes en leerlingen heet parampara. Tibetanen vertaalden goeroe met lama, wat "onovertroffen" betekent.
Er zijn ook andere, populaire, niet-wetenschappelijke verklaringen voor de betekenis van het woord. Eén lezing stelt dat goe staat voor goekhar ("wereld") en roe voor roekhar ("god"). Een goeroe is volgens deze lezing iemand die de wereld van de goden kan binnentreden en na terugkomst zijn wijsheid met de mensen deelt. Een goeroe is dus een medium om met de wereld van de goden in contact te komen. Zie ook sjamanisme.

## Classificaties
De godsdienstwetenschapper Reender Kranenborg onderscheidt vier typen goeroes in India.
1. de spiritueel adviseur voor Hindoes die ook traditionele rituelen uitvoert en die niet verbonden is aan een tempel (en dus geen priester is);
2. de verlichte meester die zijn autoriteit ontleent aan zijn ervaring, zoals het bereiken van verlichting of zelfverwerkelijking.Dit type verschijnt in bhakti (devotionele) bewegingen en in tantra en vraagt onvoorwaardelijke gehoorzaamheid en heeft soms westerse volgelingen. Ook is het zelfs mogelijk dat westerlingen zo'n goeroe kunnen worden, zoals Andrew Cohen, en Isaac Shapiro dat geworden zijn
3. de avatara, een goeroe die zichzelf ziet als een incarnatie van God, ziet als goddelijk, of als een instrument van God of die zo wordt gezien door anderen.
4. Een “goeroe” in de vorm van een boek, dat wil zeggen de Goeroe Granth Sahib in de Sikh religie;

## Sikhisme
In het Sikhisme betekent goeroe "het licht dat alle duisternis wegneemt", oftewel de goeroe is een ‘verlichtende boodschapper’. Het wordt ook wel omschreven als Jot (goddelijk licht). Het woord goeroe is volgens het Sikhisme eigenlijk opgebouwd uit twee termen: Goe (duisternis) en
Roe (licht). De term goeroe wordt in het Sikhisme derhalve niet alleen gebruikt voor een spirituele leermeester of een sterveling in het algemeen. Het refereert niet altijd aan de Goeroe als mens. Het heilige boek van het Sikhisme, de Goeroe Granth Sahib, wordt binnen het Sikhisme ook als een goeroe beschouwd.
Binnen het Sikhisme is de goeroe een perfecte profeet of boodschapper van God waarin het licht van God volledig en zichtbaar verschijnt. De goeroe is hierbij in harmonie met het goddelijke. De goeroe, hoewel een mens in vorm, is goddelijk wat de ziel betreft. Naar buiten toe doet hij zich voor in menselijke vorm voor hen die behoefte hebben aan zichtbare en fysieke sturing. De Verlichtende goeroes vertegenwoordigen eigenlijk “het innerlijke zelf”.

## Beoordelen van de goeroe
Binnen het Hindoeïsme is het gebruikelijk dat de geïnteresseerde potentiële leerling de goeroe beoordeelt voordat hij zijn volgeling wordt. Andersom dient de goeroe alleen waardige en geschikte leerlingen te accepteren. Er wordt wel gezegd dat het beoordelen van de goeroe een louter subjectieve kwestie is. Anderzijds staat de goeroe vaak binnen een traditie (sekte) en wordt volgens de criteria van die traditie beoordeeld.
Er zijn ook pogingen gedaan om een beoordelingssysteem te vinden dat minder gebonden is aan een bepaalde cultuur of godsdienstige traditie.

## Kritiek, controversen en schandalen
Enkele prominente goeroes waren controversieel of zijn in schandalen betrokken geraakt (met name Sathya Sai Baba en Bhagwan Osho). Het blijkt erg moeilijk een goede goeroe te onderscheiden van een incompetente of een bedrieger, met soms dramatische gevolgen.
De idealisatie van, en projectie op de goeroe door de volgeling is beschreven door de socioloog Paul Schnabel en de godsdienstpsycholoog Jan van der Lans. Schnabel schreef in 1982 dat enkele goeroes, zoals Maharaji en Bhagwan, deze onkritische idealisatie door de volgeling bevorderd hebben.